# Heterometopia (kevers)
Heterometopia is een kevergeslacht uit de familie van de boktorren (Cerambycidae). De wetenschappelijke naam van het geslacht werd voor het eerst geldig gepubliceerd in 1950 door Breuning.

## Soorten
Heterometopia omvat de volgende soorten:
- Heterometopia brunnea (Aurivillius, 1927)
- Heterometopia elongata Breuning, 1976